# دهستان زهمکان
دهستان زهمکان، یکی از دهستان‌های بخش هور شهرستان فاریاب در استان کرمان است. مرکز این دهستان، روستای زهمکان است.

## جمعیت
بر پایه سرشماری عمومی نفوس و مسکن در سال ۱۳۹۵، جمعیت دهستان زهمکان برابر با ۳٬۹۸۶ نفر بوده‌است.